# Uhuh
Uhuh is een Nederlands nummer van de Nederlandse muziekproducent $hirak in samenwerking met de Nederlandse rappers Ronnie Flex, Yssi SB en Lil' Kleine.
Het nummer behaalde diverse hitlijsten waaronder de eerste plek in de Nederlandse Single Top 100, de elfde plek in de Nederlandse Top 40 en de 25e plek in de Vlaamse Ultratop 50. De single heeft in Nederland de dubbelplatina status.

## Hitnoteringen

### Nederlandse Top 40
| Hitnotering: 28-08-2021 t/m 23-10-2021 | Hitnotering: 28-08-2021 t/m 23-10-2021 | Hitnotering: 28-08-2021 t/m 23-10-2021 | Hitnotering: 28-08-2021 t/m 23-10-2021 | Hitnotering: 28-08-2021 t/m 23-10-2021 | Hitnotering: 28-08-2021 t/m 23-10-2021 | Hitnotering: 28-08-2021 t/m 23-10-2021 | Hitnotering: 28-08-2021 t/m 23-10-2021 | Hitnotering: 28-08-2021 t/m 23-10-2021 | Hitnotering: 28-08-2021 t/m 23-10-2021 | Hitnotering: 28-08-2021 t/m 23-10-2021 |
| Week:                                  | 1                                      | 2                                      | 3                                      | 4                                      | 5                                      | 6                                      | 7                                      | 8                                      | 9                                      |                                        |
| -------------------------------------- | -------------------------------------- | -------------------------------------- | -------------------------------------- | -------------------------------------- | -------------------------------------- | -------------------------------------- | -------------------------------------- | -------------------------------------- | -------------------------------------- | -------------------------------------- |
| Positie:                               | 33                                     | 18                                     | 14                                     | 11                                     | 12                                     | 12                                     | 13                                     | 21                                     | 35                                     | uit                                    |

### NederlandseSingle Top 100
| Hitnotering (week 1 t/m 19): 21-08-2021 t/m 25-12-2021 Hitnotering (week 20 t/m heden): 08-01-2022 t/m 05-03-2021 | Hitnotering (week 1 t/m 19): 21-08-2021 t/m 25-12-2021 Hitnotering (week 20 t/m heden): 08-01-2022 t/m 05-03-2021 | Hitnotering (week 1 t/m 19): 21-08-2021 t/m 25-12-2021 Hitnotering (week 20 t/m heden): 08-01-2022 t/m 05-03-2021 | Hitnotering (week 1 t/m 19): 21-08-2021 t/m 25-12-2021 Hitnotering (week 20 t/m heden): 08-01-2022 t/m 05-03-2021 | Hitnotering (week 1 t/m 19): 21-08-2021 t/m 25-12-2021 Hitnotering (week 20 t/m heden): 08-01-2022 t/m 05-03-2021 | Hitnotering (week 1 t/m 19): 21-08-2021 t/m 25-12-2021 Hitnotering (week 20 t/m heden): 08-01-2022 t/m 05-03-2021 | Hitnotering (week 1 t/m 19): 21-08-2021 t/m 25-12-2021 Hitnotering (week 20 t/m heden): 08-01-2022 t/m 05-03-2021 | Hitnotering (week 1 t/m 19): 21-08-2021 t/m 25-12-2021 Hitnotering (week 20 t/m heden): 08-01-2022 t/m 05-03-2021 | Hitnotering (week 1 t/m 19): 21-08-2021 t/m 25-12-2021 Hitnotering (week 20 t/m heden): 08-01-2022 t/m 05-03-2021 | Hitnotering (week 1 t/m 19): 21-08-2021 t/m 25-12-2021 Hitnotering (week 20 t/m heden): 08-01-2022 t/m 05-03-2021 | Hitnotering (week 1 t/m 19): 21-08-2021 t/m 25-12-2021 Hitnotering (week 20 t/m heden): 08-01-2022 t/m 05-03-2021 | Hitnotering (week 1 t/m 19): 21-08-2021 t/m 25-12-2021 Hitnotering (week 20 t/m heden): 08-01-2022 t/m 05-03-2021 | Hitnotering (week 1 t/m 19): 21-08-2021 t/m 25-12-2021 Hitnotering (week 20 t/m heden): 08-01-2022 t/m 05-03-2021 | Hitnotering (week 1 t/m 19): 21-08-2021 t/m 25-12-2021 Hitnotering (week 20 t/m heden): 08-01-2022 t/m 05-03-2021 | Hitnotering (week 1 t/m 19): 21-08-2021 t/m 25-12-2021 Hitnotering (week 20 t/m heden): 08-01-2022 t/m 05-03-2021 | Hitnotering (week 1 t/m 19): 21-08-2021 t/m 25-12-2021 Hitnotering (week 20 t/m heden): 08-01-2022 t/m 05-03-2021 | Hitnotering (week 1 t/m 19): 21-08-2021 t/m 25-12-2021 Hitnotering (week 20 t/m heden): 08-01-2022 t/m 05-03-2021 | Hitnotering (week 1 t/m 19): 21-08-2021 t/m 25-12-2021 Hitnotering (week 20 t/m heden): 08-01-2022 t/m 05-03-2021 | Hitnotering (week 1 t/m 19): 21-08-2021 t/m 25-12-2021 Hitnotering (week 20 t/m heden): 08-01-2022 t/m 05-03-2021 | Hitnotering (week 1 t/m 19): 21-08-2021 t/m 25-12-2021 Hitnotering (week 20 t/m heden): 08-01-2022 t/m 05-03-2021 | Hitnotering (week 1 t/m 19): 21-08-2021 t/m 25-12-2021 Hitnotering (week 20 t/m heden): 08-01-2022 t/m 05-03-2021 |
| Week: | 1 | 2 | 3 | 4 | 5 | 6 | 7 | 8 | 9 | 10 | 11 | 12 | 13 | 14 | 15 | 16 | 17 | 18 | 19 | |
| --- | --- | --- | --- | --- | --- | --- | --- | --- | --- | --- | --- | --- | --- | --- | --- | --- | --- | --- | --- | --- |
| Positie: | 5 | 2 | 2 | 1 | 1 | 4 | 4 | 6 | 10 | 15 | 18 | 23 | 21 | 30 | 38 | 45 | 56 | 72 | 82 | uit |
| Week: | 20 | 21 | 22 | 23 | 24 | 25 | 26 | 27 | 28 | | | | | | | | | | | |
| Positie: | 46 | 66 | 68 | 70 | 68 | 68 | 81 | 96 | 96 | uit | | | | | | | | | | |

### Vlaamse Ultratop 50
| Hitnotering: 04-09-2021 t/m 27-11-2021 | Hitnotering: 04-09-2021 t/m 27-11-2021 | Hitnotering: 04-09-2021 t/m 27-11-2021 | Hitnotering: 04-09-2021 t/m 27-11-2021 | Hitnotering: 04-09-2021 t/m 27-11-2021 | Hitnotering: 04-09-2021 t/m 27-11-2021 | Hitnotering: 04-09-2021 t/m 27-11-2021 | Hitnotering: 04-09-2021 t/m 27-11-2021 | Hitnotering: 04-09-2021 t/m 27-11-2021 | Hitnotering: 04-09-2021 t/m 27-11-2021 | Hitnotering: 04-09-2021 t/m 27-11-2021 | Hitnotering: 04-09-2021 t/m 27-11-2021 | Hitnotering: 04-09-2021 t/m 27-11-2021 | Hitnotering: 04-09-2021 t/m 27-11-2021 | Hitnotering: 04-09-2021 t/m 27-11-2021 |
| Week:                                  | 1                                      | 2                                      | 3                                      | 4                                      | 5                                      | 6                                      | 7                                      | 8                                      | 9                                      | 10                                     | 11                                     | 12                                     | 13                                     |                                        |
| -------------------------------------- | -------------------------------------- | -------------------------------------- | -------------------------------------- | -------------------------------------- | -------------------------------------- | -------------------------------------- | -------------------------------------- | -------------------------------------- | -------------------------------------- | -------------------------------------- | -------------------------------------- | -------------------------------------- | -------------------------------------- | -------------------------------------- |
| Positie:                               | 42                                     | 37                                     | 28                                     | 28                                     | 27                                     | 25                                     | 27                                     | 32                                     | 30                                     | 29                                     | 32                                     | 42                                     | 44                                     | uit                                    |